# Faso Latido
Faso Latido è il secondo album della band post-hardcore A Static Lullaby. È stato pubblicato nel 2005 per la Columbia Records. Questo è l'ultimo album con tutti i cinque membri originali. Prima Phil Pirrone e Nate Linderman hanno lasciato la band per formare i Casket Salesmen, poi anche l'ex batterista Brett Dinovo lasciò la band. L'album in origine doveva essere intitolato Watch The Sunlight Burn, ma il nome è stato cambiato prima della sua pubblicazione. Gli stessi membri della band hanno ammesso di non amare molto l'album, tuttavia molti fan citano questo album come il migliore della band. È stato girato un video musicale per la canzone Stand Up.

## Tracce
1. Overture – 1:12
2. Smooth Modulator – 3:30
3. Stand Up – 3:42
4. Radio Flyer's Last Journey – 3:48
5. Cash Cowbell – 3:42
6. Half Man, Half Shark; Equals One Complete Gentleman – 3:30
7. Shotgun! – 4:37
8. Calmer Than You Are – 5:04
9. Faso Latido – 4:16
10. God Bless You (Goddamn It) – 3:58
11. Marilyn Monrobot – 3:48
12. Modern Day Fire – 3:26
13. The Jesus Haircut – 5:18

## Tracce bonus
1. Octarene - 3:55 (Japanese Edition)